# Rising Sun Motor Inn
 (décembre 2023).
Si vous disposez d'ouvrages ou d'articles de référence ou si vous connaissez des sites web de qualité traitant du thème abordé ici, merci de compléter l'article en donnant les références utiles à sa vérifiabilité et en les liant à la section « Notes et références ».
Le Rising Sun Motor Inn est un motel américain à Rising Sun, dans le comté de Glacier, au Montana. Protégé au sein du parc national de Glacier, il est accessible par la Going-to-the-Sun Road. Il est géré par Xanterra Travel Collection.
Certains des bâtiments qui le composent constituent un district historique inscrit au Registre national des lieux historiques depuis le 19 janvier 1996 sous le nom de district historique de Rising Sun Auto Camp – ou Rising Sun Auto Camp Historic District en anglais.